# София Померанская (герцогиня Мекленбургская)
София Померанско-Штеттинская (1460 — 26 апреля 1504, Висмар, Герцогство Мекленбург-Шверин) — герцогиня Мекленбургская по браку с 1478 по 1504 год.

## Жизнь
София была дочерью герцог Эрика II Померанского и его супруги, герцогини Софии Померанской.

### Брак
Софи Померанская была невестой герцога Иоганна V Мекленбургского, брата её мужа Магнуса II. После смерти Иоганна София отправилась в монастырь и поклялась в вечном целомудрии. Однако Магнус II был очень заинтересован в политическом союзе с Софией. Он попросил совета у нескольких священников о том, как отменить обет, но это ни к чему не привело. Так или иначе, он женился на Софии 29 мая 1478 года, пойдя против церковных законов. Папа не наказал Магнуса за это преступление; вместо этого он наградил его Золотой розой добродетели, самыми высоким церковным орденом. 3 апреля 1486 года София получила освобождение от своего обета, при условии, что она будет ежегодно снабжать трёх бедняков белой шерстяной одеждой в память о Деве Марии.

### Смерть
София настояла на том, чтобы её похоронили далеко от дома. Учитывая, что все её родственники по Мекленбургской стороне, включая её мужа, были похоронены в Доберанском монастыре, она выбрала доминиканский монастырь в Висмаре в качестве своего последнего места упокоения.
Бронзовая могильная плита с изображением герцогини в натуральную величину покрывала её могилу у главного алтаря монастырской церкви в Висмаре до 1880 года. Затем она была перенесена в церковь Святой Марии, также в Висмаре, а после её разрушения — в часовню церкви Святого Николая, также в Висмаре.

## Дети
У Софии было семеро выживших детей:
- Генрих V Миролюбивый (1479—1552), герцог Мекленбург-Шверина
- Доротея Мекленбургская (1480—1537), с 24 февраля 1498 года аббатиса Рибницкого монастыря
- София Мекленбургская (1481—1503), замужем за Иоганном Твёрдым
- Эрих II Мекленбургский (1483—1508), герцог Мекленбург-Шверина
- Анна Мекленбургская (1485—1525), ландграфиня Гессенская
- Катарина Мекленбургская (1487—1561), герцогиня Саксонская
- Альбрехт VII Красивый (1486—1547), герцог Мекленбург-Гюстрова